# Chajim Kugel
Chajim Kugel nebo Chaim Kugel, hebrejsky חיים קוגל, (žil 25. března 1896 – 4. února 1953) byl sionistický aktivista, československý politik a meziválečný poslanec Národního shromáždění za Židovskou stranu, později izraelský politik a starosta města Cholon za stranu Mapaj.

## Biografie
Narodil se v Minsku v tehdejším Ruském impériu (dnes Bělorusko). Jeho rodiče byli aktivní v sionistickém hnutí Chovevej Cijon. Vystudoval hospodářské vědy a filozofii na Univerzitě Karlově v Praze a trvale přesídlil do Československa. Od 20. let 20. století působil jako vyslanec studentského sionistického svazu v Mukačevu na Podkarpatské Rusi, kde agitoval mezi tamní židovskou mládeží. V Mukačevu pak založil roku 1924 hebrejské gymnázium, první takovou instituci moderního hebrejského vzdělávání v Československu. Roku 1932 zde maturovali první studenti. Angažoval se v židovském spolkovém životě. Spoluzakládal osvětový spolek Tarbuth, Ligu pro pracující Palestinu, byl předsedou Podkarpatoruského židovského pomocného výboru a Pracovního sdružení socialistických sionistů. Zastával funkce místopředsedy Hebrejského školského spolku a místopředsedy osvětového svazu města Mukačeva. Byl členem zemského výboru sionistické organizace v Československu.
V Československu se angažoval v Židovské straně, která v parlamentních volbách v roce 1929 vytvořila volební koalici se stranami československé polské menšiny a poprvé pronikla do Národního shromáždění, kde zasedli dva její poslanci: Julius Reisz a Ludvík Singer (později Angelo Goldstein). Před parlamentními volbami v roce 1935 došlo k uzavření koalice mezi Židovskou stranou a Československou sociálně demokratickou stranou dělnickou (v jejímž poslaneckém klubu už dva poslanci Židovské strany v letech 1929-1935 beztak působili jako hospitanti). V parlamentních volbách vedl Kugel kandidátku Židovské strany ve volebním kraji Užhorod a byl zvolen do Národního shromáždění. V rámci sionistické frakční politiky se profiloval jako levicový politik. Kromě něj za Židovskou stranu v parlamentu usedl i Angelo Goldstein. Kugel se v československém parlamentu zaměřoval na témata blízká Židům z východní části republiky (ekonomické zájmy, boj proti antisemitismu a podpora židovského hebrejského školství). Díky svému vlivu dokázal pro hebrejské školství získat více prostředků a převést některé ze zdejších základních a středních škol s hebrejským vyučovacím jazykem na státní (tudíž s nárokem na pravidelné státní financování). Roku 1937 se podílel na přípravě Zákona o prozatímní úpravě právního postavení guvernéra Podkarpatské Rusi, u kterého Židé vyvíjeli vliv na to, aby posílení pravomocí karpatoruských politiků neznamenalo riziko antisemitských vládních praktik.
V parlamentu zasedal jako hospitant v poslaneckém klubu Československé sociálně demokratické strany dělnické. Po Mnichovské dohodě v roce 1938 následovala první vídeňská arbitráž, po které Maďarsko zabralo jižní část Podkarpatské Rusi včetně Mukačeva. Kugel tak ztratil svůj poslanecký mandát. Dle pamětí Vlastimila Klímy Kugel poslancem zůstat mohl, ale odmítl jako občan židovské národnosti obnovit poslanecký slib, což museli vykonat všichni poslanci jiné národnosti než české, slovenské a ruské, přičemž se tvrdilo, že tak udělal záměrně, jelikož už nechtěl být poslancem
Utekl z Mukačeva a roku 1939 odešel do mandátní Palestiny, kde působil jako politik za středolevou stranu Mapaj, po roce 1948 v rámci státu Izrael. Roku 1950 se stal prvním starostou města Cholon (založeno 1933, na město povýšeno 1950). Zemřel roku 1953. V Cholonu se po něm jmenuje místní střední škola Tichon Kugel Cholon.